# Jaze Kabia
Jaze Kabia (* 8. Juli 2000 in Cork) ist ein irischer Fußballspieler, der zuletzt beim FC Livingston in der Scottish Premiership unter Vertrag stand.

## Karriere
Jaze Kabia wurde im irischen Cork als Sohn des englischen Fußballspielers Jason Kabia geboren, als dieser bei Cork City spielte. Kabia begann seine Karriere beim College Corinthians AFC in seiner Geburtsstadt Cork, für den er bis zu seinem 15. Lebensjahr spielte. Ab 2015 spielte Kabia für die folgenden zwei Jahre für Douglas Hall. Im Jahr 2017 wechselte er zu einem ehemaligen Verein seines Vaters, den Cobh Ramblers in deren U17-Mannschaft.
Kabia wurde vor der Zweitligasaison 2018 in den Kader der ersten Mannschaft der Cobh Ramblers berufen. Sein Debüt gab Kabia am 9. März 2018 bei einem 1:0-Auswärtssieg gegen Cabinteely, als er in der zweiten Halbzeit eingewechselt wurde. Einen Monat später gelang ihm gegen Athlone Town sein erstes Tor, als er sogar doppelt beim 4:1-Sieg traf. In seiner zweiten Saison konnte er an den ersten 18 Spieltagen acht Tore für die Ramblers erzielen. Zur zweiten Saisonhälfte wechselte Kabia zum Tabellenführer der zweiten Liga, dem Shelbourne FC. Für diesen erzielte er bis zum Ende der Saison in fünf Spielen genauso viele Tore, und verhalf Shelbourne zum Aufstieg in die League of Ireland. In der Saison 2020 kam Kabia auf elf Spiele und einem Tor. Nach verlorener Relegation gegen Longford Town stieg der Verein nach einem Jahr Erstklassigkeit wieder ab.
Im Januar 2021 wechselte Kabia in die Scottish Premiership zum FC Livingston, bei dem er einen Zweieinhalbjahresvertrag unterschrieb. Er gab sein Debüt am 20. Januar 2021 bei einem 2:2-Unentschieden gegen Celtic Glasgow in der Tony Macaroni Arena. Bei seinem Debüt schlug ihn Celtic-Kapitän Scott Brown ins Gesicht, wofür er die Rote Karte erhielt.